# Barton (Newfoundland en Labrador)
Barton is een plaats in de Canadese provincie Newfoundland en Labrador. De plaats bevindt zich aan de oostkust van het eiland Newfoundland en maakt deel uit van het local service district Smith Sound.

## Geografie
Barton ligt aan de noordelijke oever van Smith Sound, een lange zeearm die Newfoundland scheidt van Random Island. Het gehucht is gelegen aan provinciale route 232. Het ligt zo'n 2,5 km ten noordwesten van Harcourt en zo'n 3,5 km ten zuidoosten van George's Brook. De plaats telt een 20-tal woningen waarvan een groot deel tweede verblijven zijn. Barton wordt daarom voornamelijk beschouwd als een seizoensgebonden nederzetting.

## Geschiedenis
In 2013 kregen de inwoners van Barton voor het eerst beperkt lokaal bestuur doordat de plaats tezamen met enkele buurdorpen deel ging uitmaken van het nieuw opgerichte local service district (LSD) Smith Sound. Dat LSD was in essentie een voortzetting van het reeds bestaande LSD Harcourt-Monroe-Waterville, maar dan uitgebreid met Barton.